# Rusio
Rusio est une commune française située dans la circonscription départementale de la Haute-Corse et la collectivité territoriale de Corse. Elle appartient à l'ancienne piève de Vallerustie, en Castagniccia.

## Géographie

### Situation
Rusio est située dans la vallée de la Casaluna, à l'extrémité sud-ouest de la Castagniccia et en limite du parc naturel régional de Corse auquel elle n'a pas adhéré, dans l'ancienne piève de Vallerustie.

### Géologie et relief

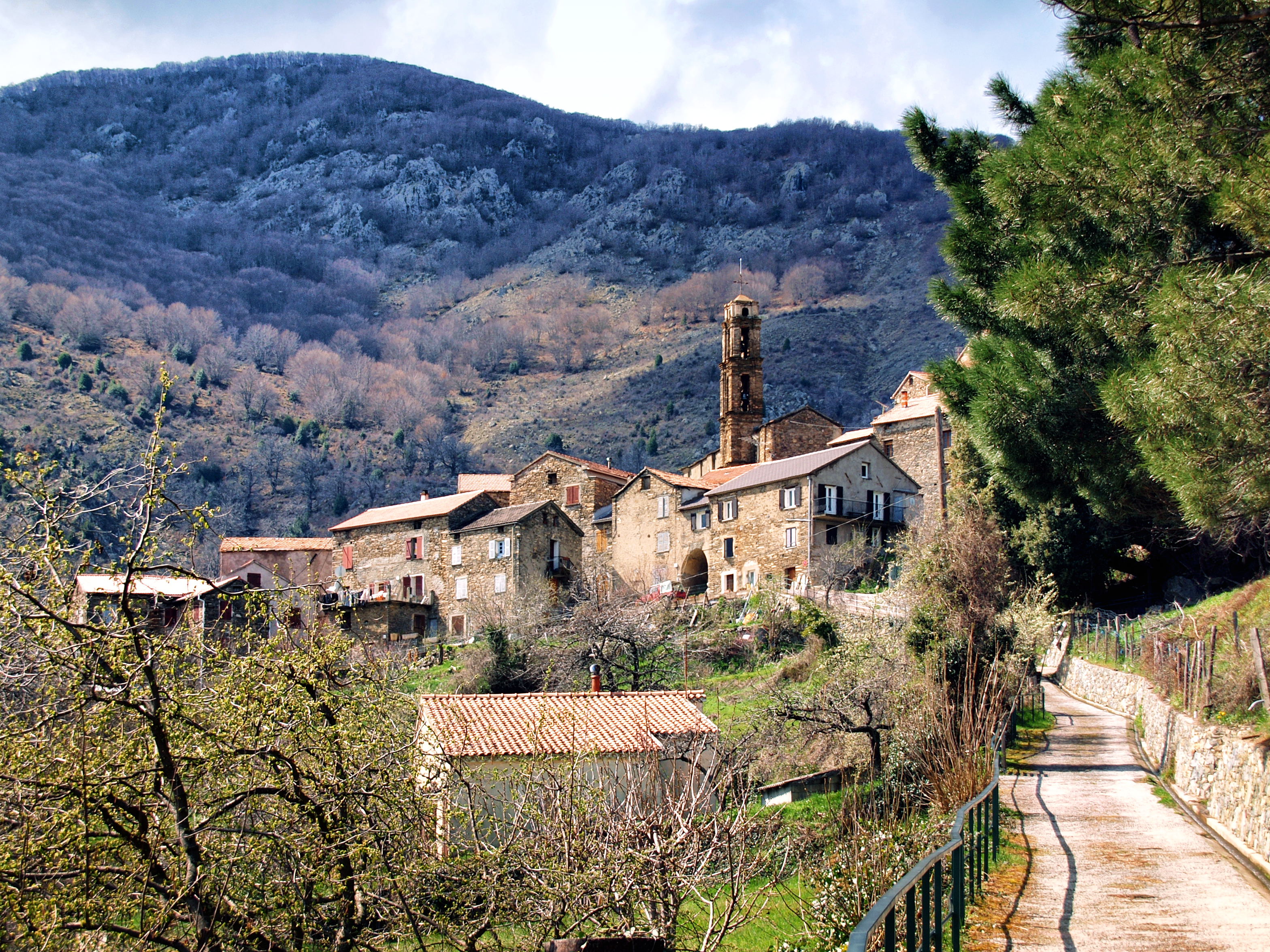
Rusio au pied de la punta di l'Ernella.

Rusio est une commune de l'intérieur de l'île, l'une des plus hautes de Corse (altitude moyenne de 950 m). Elle est située dans la Castagniccia au pied du San Cervone (1 451 m) et du Pianu Maiò (1 581 m).
La commune se trouve dans l'En-Deçà-des-Monts (Cismonte en langue corse), au cœur de la Corse schisteuse au nord-est de l'île, dans le massif du San Petrone. Ce massif est un bloc de schistes lustrés édifié au Tertiaire lors de la surrection des Alpes sur un socle hercynien, de la fin de l'ère primaire.
Son territoire, large au nord et se terminant en pointe au sud, d'une superficie de 858 Ha, en fait la 256e commune de Corse. Hormis sa façade septentrionale qui est l'aval du vallon, il est une cuvette entourée d'un petit cirque de moyennes montagnes. Aghja a e Malacci (856 m) qui se trouve à l'extrémité nord de la commune, démarre le chaînon montagneux du cirque qui comporte à l'ouest Logu Niellu (1 178 m), Monti Rossi (1 282 m), Minuticcie (1 346 m), Punta di l'Ernella (1 473 m), Punta di Puzzola (1 543 m), Piano Maiò (1 581 m), Cima di Santa Lucia au sud, Punta di San Cervone (1 451 m) au sud-est, Serra di Cruzzia puis Serra di Puriolo, Punta di Puriolo (1 026 m) enfin un sommet à 873 m, appelé Cost'a Rebbia ou campu Magnatu (mais également san'Alesiu) marquant la limite orientale du territoire communal.

### Hydrographie
Ce territoire représente le bassin versant du ruisseau de Calcinaju, affluent de la Casaluna.
Le ruisseau de Calcinaju a pour affluent le ruisseau de Busincu qui est alimenté par le ruisseau de Vituste, grossi lui-même par les eaux du ruisseau de Tovuli.

### Climat et végétation

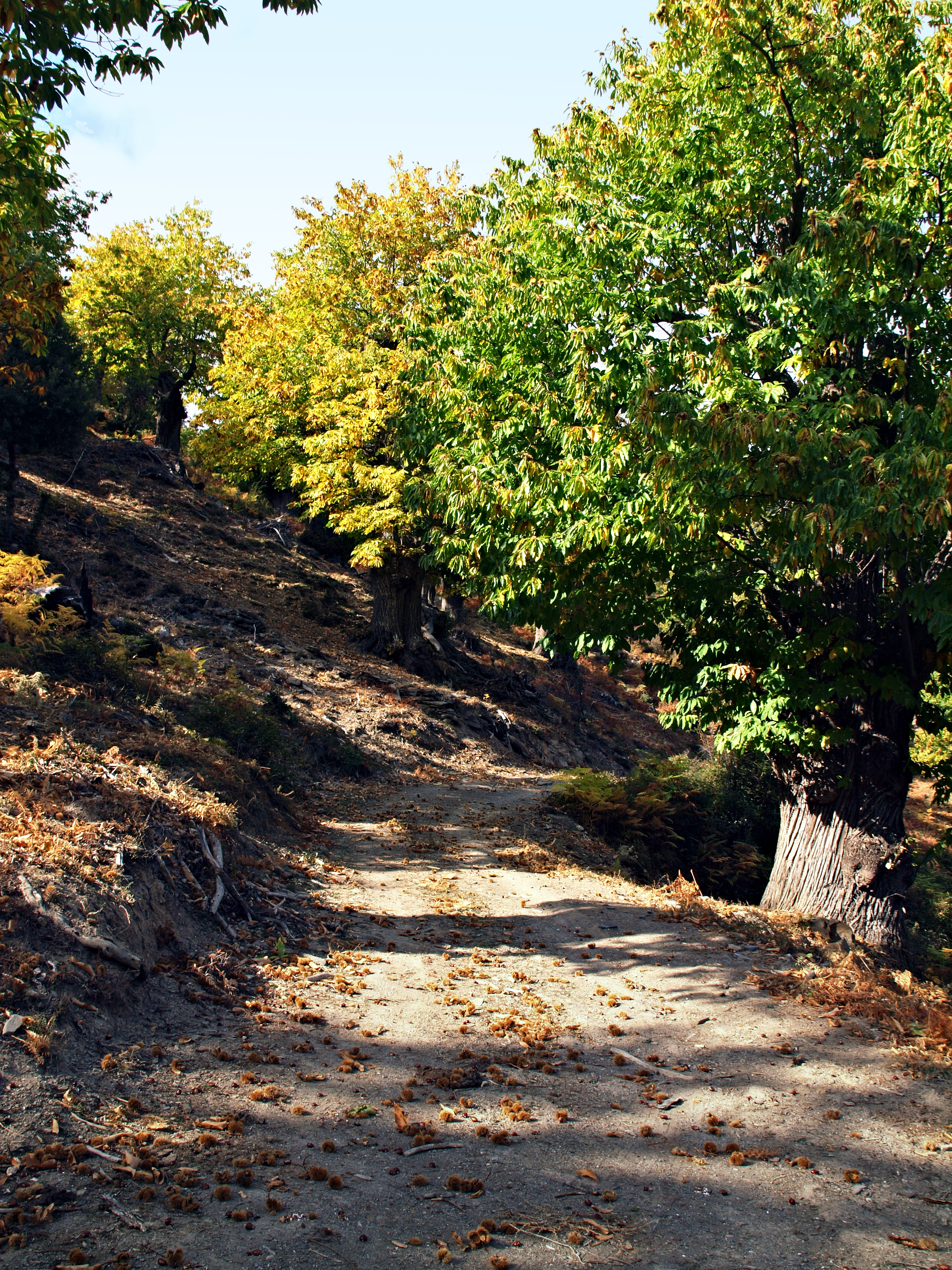
Dans la châtaigneraie faisant face au village.

La commune occupe un territoire de montagnes boisées (chênes verts, châtaigniers et hêtres), entre le Pianu Maiò à l'est et Pointe de l'Ernella (1 473 m) à l'ouest, dans l'ancienne pieve de Vallerustie qui était l'un des poumons castanéicoles de la Corse, au pied de la Punta di e Caldane (1 725 m) au sud, et du mont San Petrone (1 767 m) au nord.

### Voies de communication et transports

#### Accès routiers
Pour s'y rendre depuis la route nationale 193, prendre la route D 39 de San Lurenzu jusqu'au pont de Lano, suivi d'un bref emprunt de la D 139 pour franchir le pont, enfin prendre la route D 239 jusqu'à Rusio où elle se termine en « cul-de-sac ». Soit un itinéraire routier de 18 km.
Corte se trouve à 37 km de Rusio en empruntant l'itinéraire décrit ci-dessus puis la RN 193.

#### Transports
Aucun service de transport public ne dessert la commune. La gare la plus proche se trouve à Ponte-Leccia et est distante de 25 km.
Les port et aéroport les plus proches sont ceux de Bastia, respectivement à 73 km et à 56 km.

## Urbanisme

### Typologie
Au 1er janvier 2024, Rusio est catégorisée commune rurale à habitat très dispersé, selon la nouvelle grille communale de densité à sept niveaux définie par l'Insee en 2022.
Elle est située hors unité urbaine. Par ailleurs la commune fait partie de l'aire d'attraction de Bastia, dont elle est une commune de la couronne,. Cette aire, qui regroupe 93 communes, est catégorisée dans les aires de 50 000 à moins de 200 000 habitants,.

### Occupation des sols
L'occupation des sols de la commune, telle qu'elle ressort de la base de données européenne d’occupation biophysique des sols Corine Land Cover (CLC), est marquée par l'importance des forêts et milieux semi-naturels (95,9 % en 2018), une proportion identique à celle de 1990 (95,9 %). La répartition détaillée en 2018 est la suivante : 
forêts (58,7 %), milieux à végétation arbustive et/ou herbacée (37,2 %), zones agricoles hétérogènes (4,1 %). L'évolution de l’occupation des sols de la commune et de ses infrastructures peut être observée sur les différentes représentations cartographiques du territoire : la carte de Cassini (XVIIIe siècle), la carte d'état-major (1820-1866) et les cartes ou photos aériennes de l'IGN pour la période actuelle (1950 à aujourd'hui).

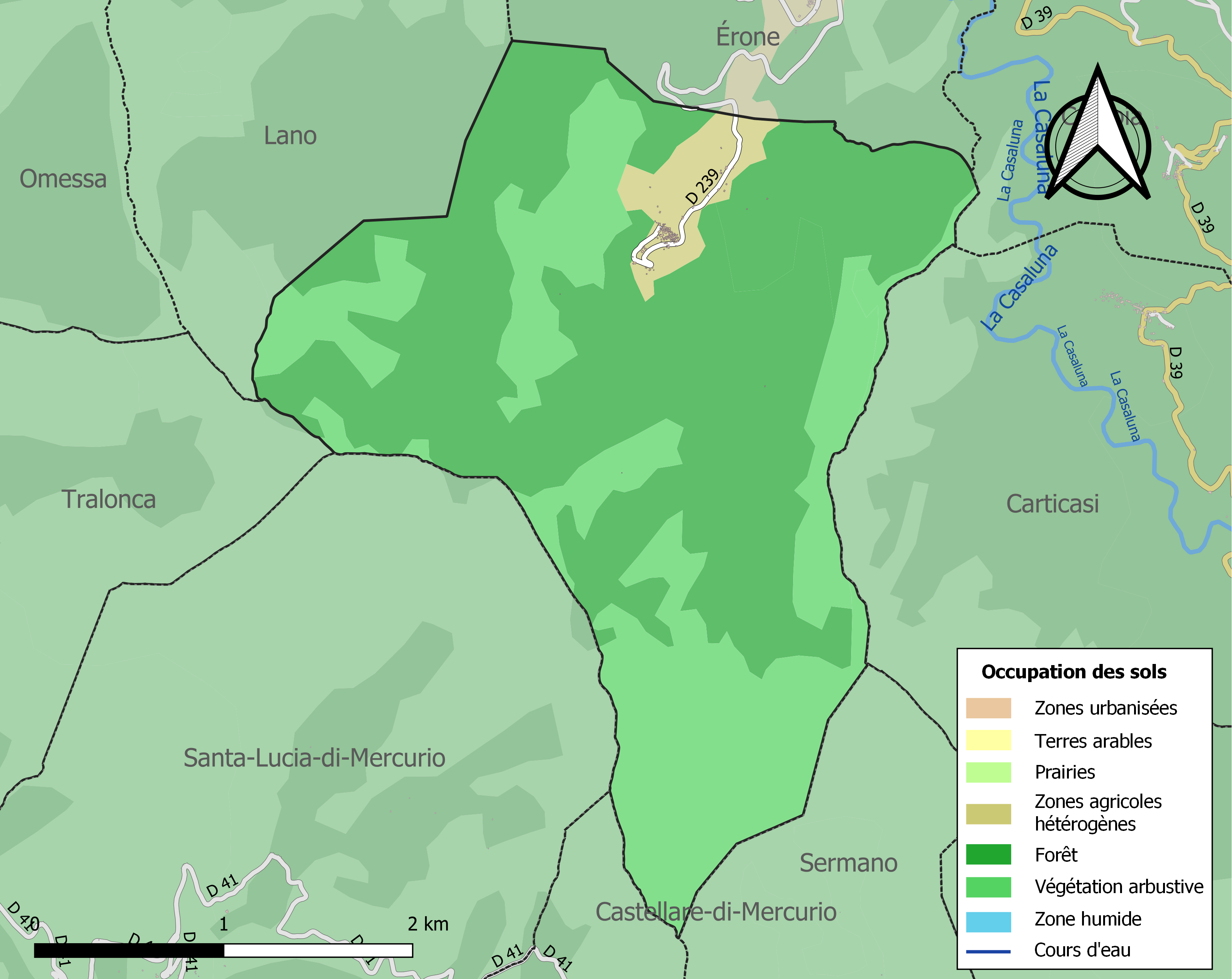
Carte des infrastructures et de l'occupation des sols de la commune en 2018 (CLC).
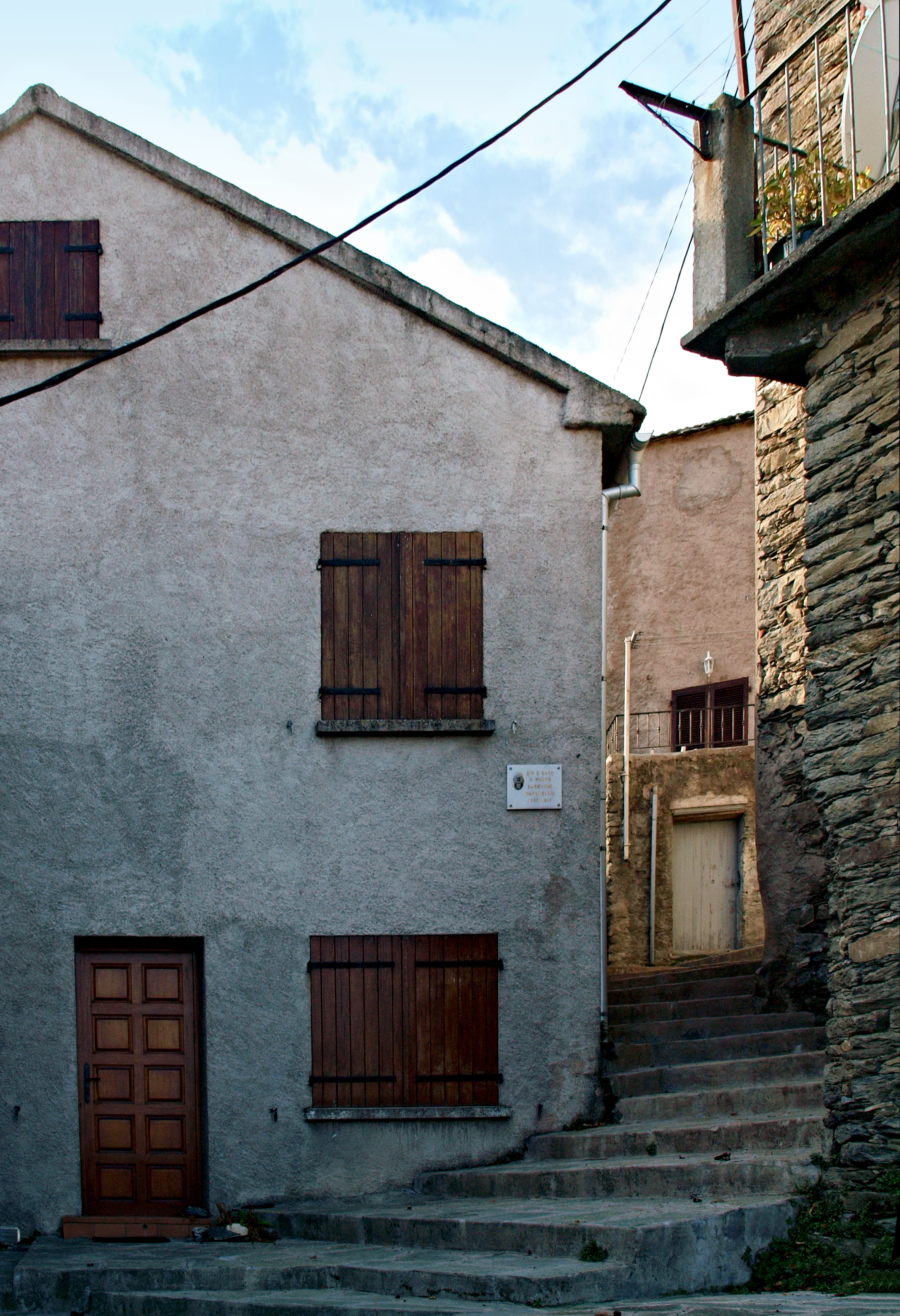
Maison du poète Natalellu Sarocchi.

## Toponymie
Le nom en corse de la commune est Rusiu /ˈruzju/. Ses habitants sont les Rusinchi.

## Histoire

### Moyen Âge
Rusio faisait partie de la piève de Valde-Rustica. « Les écrits du début du Xe désignent par Valde-Rustica la vallée de la Casaluna et de ses affluents. [...] En 1364 habitaient dans cette pieve faisant partie, depuis 1133, de l'évêché d'Accia, Angelo, comte de Corse, et sa mère, la comtesse Giulia. - Roccu Multedo ».

### Temps modernes
Vers 1520, la pieve de Valle Rustia comptait environ 2100 habitants. Elle avait pour lieux habités Carticasi, Candia, Loriani, Corsuli, Santo Quilico, li Forci, lo Tribio, Coibiti, le Noce, lo Borgo, Aiti, Lano, Errone, Rusia.
Au début du XVIIIe siècle, selon le rapport de l'abbé Francesco Maria Accinelli, la pieve de Vallerustie comprenait les communautés de Carticasi (111 hab.), Cambia (105 hab.), Borgo, e Sermano (64 hab.), Forci, e Pente (92 hab.), Corsoli (73 hab.), Russio, ed Errone (332 hab.), Aiti, e Lano (208 hab.), Tribio, e Cobiti con 2 ville (267 hab.), Loriani e S.Quilico (180 hab.).
Sur le plan religieux, Rusio se trouvait dans le diocèse d'Aléria ; sur le plan civil, Rusio relevait de la juridiction de Corte.
En 1749, pour aller de Corte à Bastia, il fallait passer par le Niolo, Lano (dans les Vallerustie), Bigorno et Marana,. C'est dire que les gens de Lano, Rusio et des autres communes des Vallerustie étaient en contact avec les plus importantes villes de Corse. Ce n'est qu'en 1959 que la route pour aller à Rusio est ouverte.
Un siècle plus tôt, « un violoneux y arriva néanmoins. Un enfant de 7 ans, Filippu Rocchi, écoute, émerveillé, les sons qui s'échappent du violon de cet inconnu. Le frère de l'enfant, Francescu, est justement menuisier et lui confectionne un violon. C'est ainsi que Filippone (1886-1963), le père du chanteur Carlu Rocchi, devint le meilleur violoneux de l'île ». De Carlu Rocchi, Ghjermana de Zerbi dira qu'il est « un grand bonhomme et qu'il a rendu à un peuple un peu de l'âme qu'il avait perdue ».
C'est dans ce village qu'est né le 28 juin 1839, Natale Sarocchi dit « Natalellu di Rusiu», légende de la poésie. Depuis, Rusiu, avec Sermano dans le Bozio, constituent le berceau et le conservatoire de la polyphonie.

### Époque contemporaine
- 1954 : le canton de San Lorenzo était composé avec les communes de Aiti, Cambia, Carticasi, Erone, Lano, Rusio et San Lorenzo. Rusio comptait alors 157 habitants.
- 1959 : la route d'accès à Rusio est ouverte. Longtemps éloignée du réseau routier, Rusio n'en comptait pas moins de deux écoles avec près de 80 élèves.
- 1971-1973 : le canton de Bustanico est créé avec la fusion imposée des anciens cantons de Piedicorte-di-Gaggio, San Lorenzo et Sermano.

## Politique et administration

### Liste des maires
| Période                                  | Période  | Identité              | Étiquette | Qualité  |
| ---------------------------------------- | -------- | --------------------- | --------- | -------- |
| Les données manquantes sont à compléter. |          |                       |           |          |
| mars 2001                                | En cours | Ange Toussaint Rocchi | UMP-LR    | Retraité |

## Population et société

### Démographie
L'évolution du nombre d'habitants est connue à travers les recensements de la population effectués dans la commune depuis 1800. Pour les communes de moins de 10 000 habitants, une enquête de recensement portant sur toute la population est réalisée tous les cinq ans, les populations de référence des années intermédiaires étant quant à elles estimées par interpolation ou extrapolation. Pour la commune, le premier recensement exhaustif entrant dans le cadre du nouveau dispositif a été réalisé en 2007.

En 2022, la commune comptait 63 habitants, en évolution de −18,18 % par rapport à 2016 (Haute-Corse : +5,15 %, France hors Mayotte : +2,11 %).
| 1800 | 1806 | 1821 | 1831 | 1836 | 1841 | 1846 | 1851 | 1856 |
| ---- | ---- | ---- | ---- | ---- | ---- | ---- | ---- | ---- |
| 196  | 228  | 200  | 285  | 300  | 304  | 324  | 339  | 327  |

| 1861 | 1866 | 1872 | 1876 | 1881 | 1886 | 1891 | 1896 | 1901 |
| ---- | ---- | ---- | ---- | ---- | ---- | ---- | ---- | ---- |
| 352  | 337  | 313  | 316  | 320  | 324  | 347  | 355  | 329  |

| 1906 | 1911 | 1921 | 1926 | 1931 | 1936 | 1946 | 1954 | 1962 |
| ---- | ---- | ---- | ---- | ---- | ---- | ---- | ---- | ---- |
| 333  | 344  | 321  | 312  | 318  | 316  | 156  | 157  | 99   |

| 1968 | 1975 | 1982 | 1990 | 1999 | 2006 | 2007 | 2012 | 2017 |
| ---- | ---- | ---- | ---- | ---- | ---- | ---- | ---- | ---- |
| 108  | 100  | 83   | 57   | 66   | 77   | 79   | 79   | 71   |

| 2022 | - | - | - | - | - | - | - | - |
| ---- | - | - | - | - | - | - | - | - |
| 63   | - | - | - | - | - | - | - | - |

### Enseignement
L'école primaire publique la plus proche se situe à San Lorenzo, distant de 12 km environ. Celle de Ponte-Leccia se trouve à 25 km. Les collège et lycée Pascal-Paoli de Corte sont les plus proches, distants de 35 km.

### Santé
Le plus proche hôpital est le centre hospitalier de Corte-Tattone distant de 35 km. On trouve un médecin et une pharmacie à Ponte-Leccia, un cabinet de kinésithérapie à Corte, des infirmiers à Francardo et à Morosaglia.

### Cultes
L'église Santa Maria Assunta qui est la paroisse, relève du diocèse d'Ajaccio.
- 8 septembre : fête de la Nativité de la Vierge
- début août a lieu le pèlerinage à San Cervone.
- 15 août : fête de Sainte Marie.

### Rusio et le chant sacré et profane
Les cérémonies religieuses, très connues dans le monde musical insulaire, sont traditionnellement chantées suivant le rythme polyphonique corse de la a paghjella. De fait, Rusiu a été, avec le village de Sermanu, le conservatoire du chant polyphonique profane et religieux transmis par la tradition orale de génération en génération.
À partir de 1948, le musicologue Félix Quilici a enregistré les chœurs d'hommes du village, découvrant au passage la voix de Charles Rocchi, fils d'un violoneux de Rusio, Filippone Rocchi. La tradition musicale uniquement orale a été ainsi préservée et magnifiée. Elle a permis le « Riacquistu » par l'intermédiaire de Filipone e Ghjuvansantu Rocchi, Ghjuvanbenedettu Moretti et Petru Oppisi.
Rusio demeure un village de forte tradition du chant. Des ateliers de chants ont lieu durant toute l'année.

### Filippone Rocchi
Filippone Rocchi (le grand ou le gros Philippe) ou Filippu Rocchi ou Philippe Rocchi dit "Ziu (oncle) Filippone" est un musicien autodidacte de Rusio. Il serait né en 1887 et est mort en 1963. Ce fut un "violoneux” remarquable mais aussi un accordéoniste et un chanteur . Sa musicalité exceptionnelle le plaça au premier plan des interprètes remarqués par Félix Quilici en 1948-1949.
Filippone fut un des ultimes représentants de la culture musicale traditionnelle des villages tant  en Corse que sur le continent français, d'où sa notoriété en ethno-musicologie. La tradition rapporte qu'« Un enfant de 7 ans, Filippu Rocchi, écoute, émerveillé, les sons qui s'échappent du violon de cet inconnu. Le frère de l'enfant, Francescu, est justement menuisier et lui confectionne un violon. C'est ainsi que Filippone, le père du chanteur Carlu Rocchi, devint le meilleur violoneux de l'île ».

### Sports

#### Randonnées
Castellu Rusiumaiò

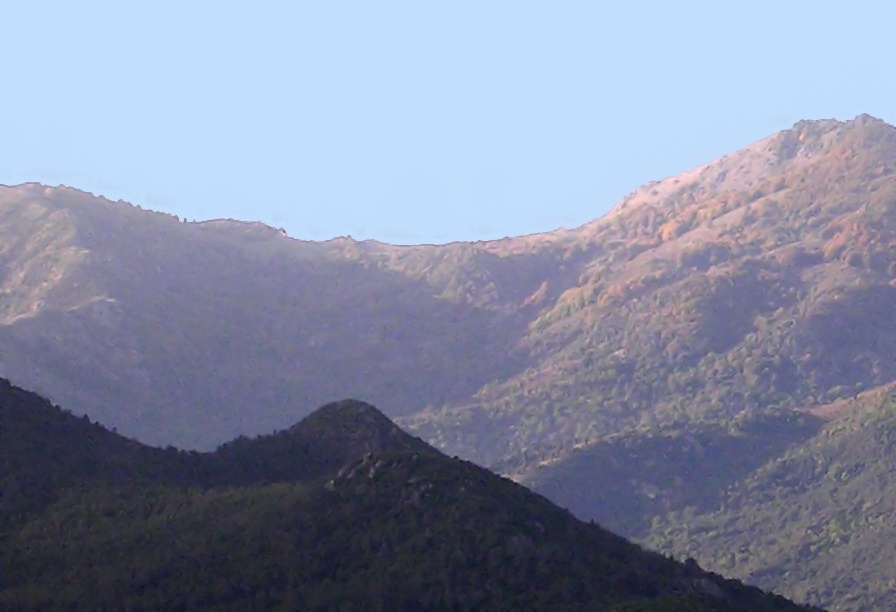
Site du Castellu di Rusumaiò.

Castellu Rusiumaiò (Rusiu Maiò) (cf. sur les cartes Cima à u Castellu) se trouve sur les pentes de Pianu Maiò, dans la commune de Rusiu.
Le nom de ce castellu (Rusiumaiò) n’est pas sans rappeler son pendant, au fond de la vallée, i.e. le Castellu de Rusuminò (Castineta). Ces toponymes confirment le radical étrusque partout présent en Rustinu et Vallerustie.
Rusumaiò est situé à l’altitude 1 324 m. L’accès se fait, soit en partant de Rusiu, soit en partant de l’Abbadia de Sant' Antone (Bustanicu). Les randonneurs seront déçus : s’il y eut certainement un castellu sur cette Cima, et si son importance préhistorique et protohistorique put être grande (‘citadelles des cimes’ évoquées par les chroniqueurs), on n’en voit plus, aujourd’hui, aucune trace. À moins que quelques ‘réemplois’ ne soient à retrouver à Rusiu bâti en contrebas. Village longtemps isolé dont les habitants sont célèbres pour avoir préservé, jusqu’à nos jours, les traits des « maures ». En ce qui concerne le site de Rusumaiò, les randonneurs déçus de ne voir aucun vestige, se consoleront en découvrant près du col (au-dessus du Castellu), une curiosité valant la balade : une carrière célèbre pour ses pierres aux couleurs tout à fait extraordinaires (La commune de Rusiu offrit ce rare filon, à tout entrepreneur s’engageant à ouvrir une route entre Rusiu et l’Abbadia de Sant' Antone à Bustanicu : c’est en dire la valeur. La route ne fut pas construite, dommage ! Mais les belles roches de Rusiu sont toujours là : tant mieux pour le régal des yeux du randonneur.

## Culture locale et patrimoine

### Lieux et monuments
- Monument aux morts.
- Vieux lavoir à Chioso novo, haut du village.

#### Église Sainte-Marie

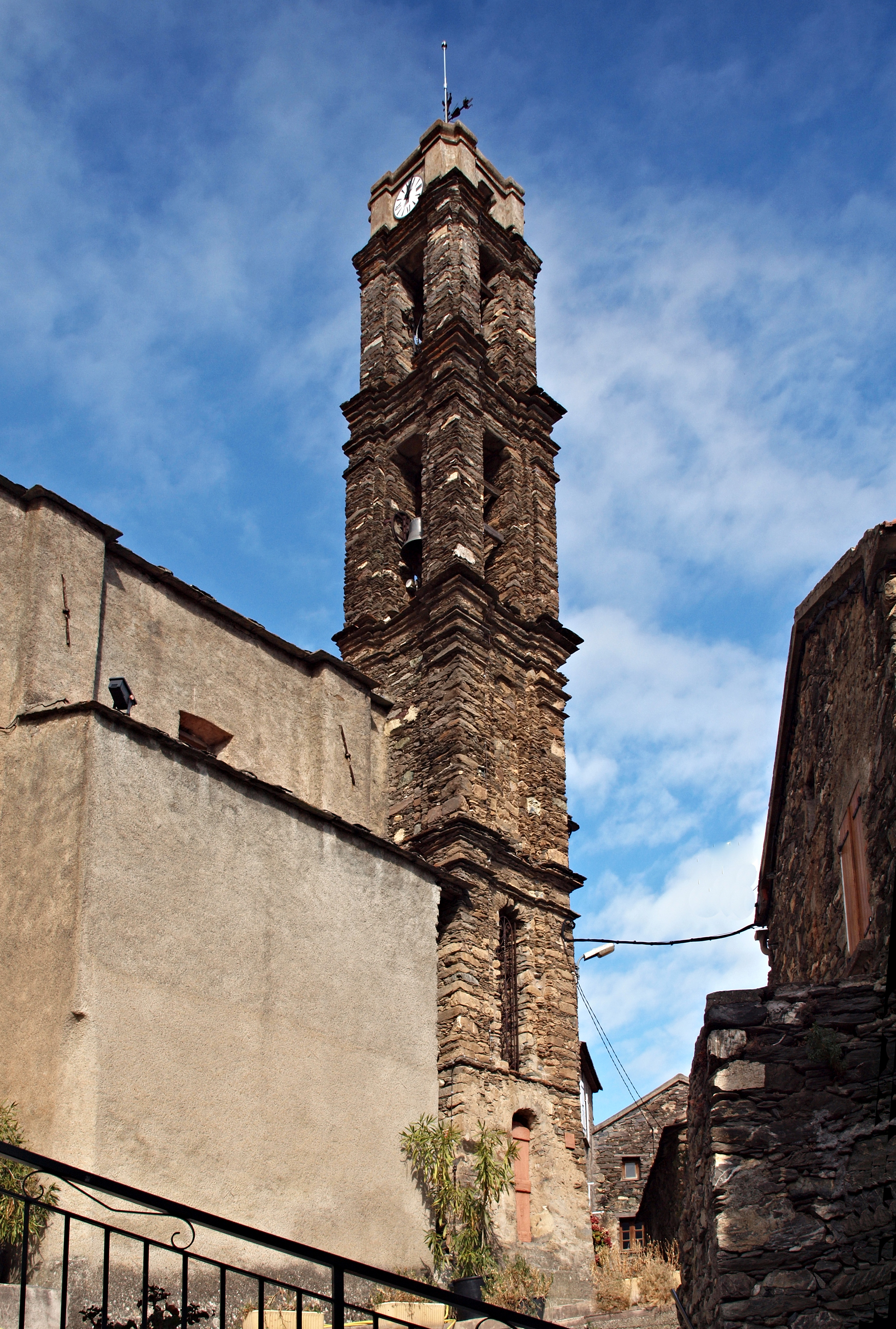
Clocher de l'église Sainte-Marie.

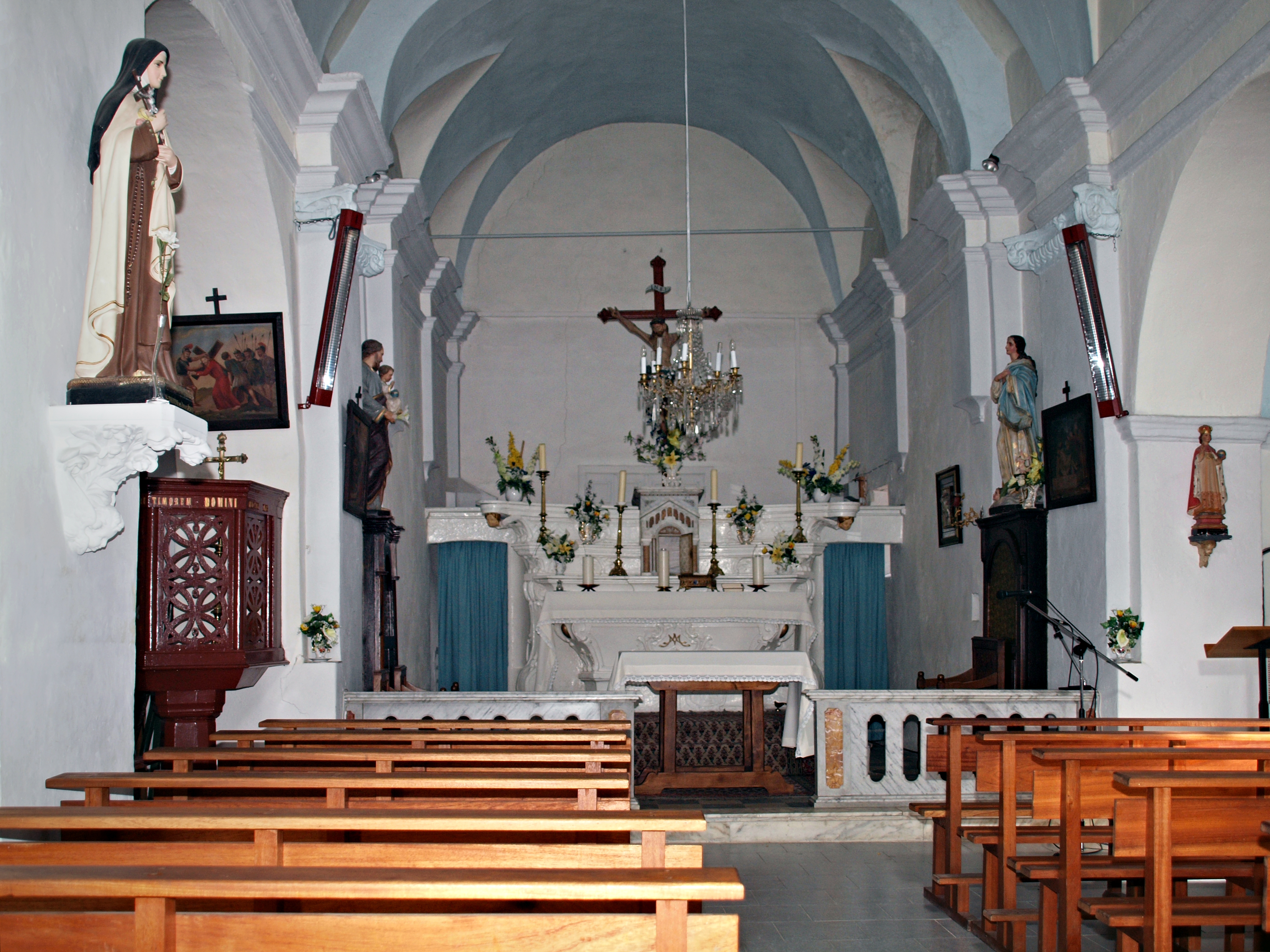
Intérieur de l'église.

L'église paroissiale Sainte-Marie (Santa Maria Assunta) se situe au cœur du village qui est construit sur une arête rocheuse. Son parvis donne sur la petite place centrale du village où se situe la mairie (Casa comuna).

#### Chapelle Saint-Just
La chapelle San Ghjustu (San Gusto) d'origine romane, se trouve à San Gusto, au nord-est du village, à côté du cimetière. Elle est bâtie à une altitude de 922 m. On y accède par le chemin du cimetière, au lieu-dit Vignale.

#### Chapelle San Cervone
La chapelle San Cervone au sud-est a été entièrement reconstruite sur un établissement médiéval.

#### Chapelle Saint-Alexis
La chapelle Sant'Alesiu, à l'origine bâtie à environ 1 200 m d'altitude sur une arête rocheuse du versant sud du Pianu Maiò, appelée Sant'Alesiu Vecchju (Saint Alexis le Vieux), a été reconstruite proche de la pointe sud de la commune, « à cheval » sur Sermano et Castellare-di-Mercurio.

### Patrimoine naturel

#### ZNIEFF
La commune est concernée par deux zones naturelles d'intérêt écologique, faunistique et floristique de 2e génération :
Hêtraie du monte Piano-Maggiore
La zone d'une superficie de 225 ha, se situe entre 890 m et 1 581 m d'altitude au-dessus du village de Rusio. La hêtraie s'étend sur le flanc nord de la crête qui relie la Punta di l'Ernella à la Punta di San Cervone en passant par le Monte Piano-Maggiore. Elle est partagée entre les communes de Rusio et de Santa-Lucia-di-Mercurio. Cette hêtraie est fragmentée en bosquets épars qui sont plus denses dans le fond des vallons.
Landes et pelouses sommitales du monte Piano-Maggiore
La zone couvre une superficie de 1 172 ha de dix communes. Elle est matérialisée par une ligne de crête qui isole la Castagniccia occidentale de la région cortenaise et du Bozio. C'est une succession de plateaux recouverts d'une végétation basse, qui sont utilisés comme zone d'estive par les troupeaux en élevage extensif.

### Personnalités liées à la commune

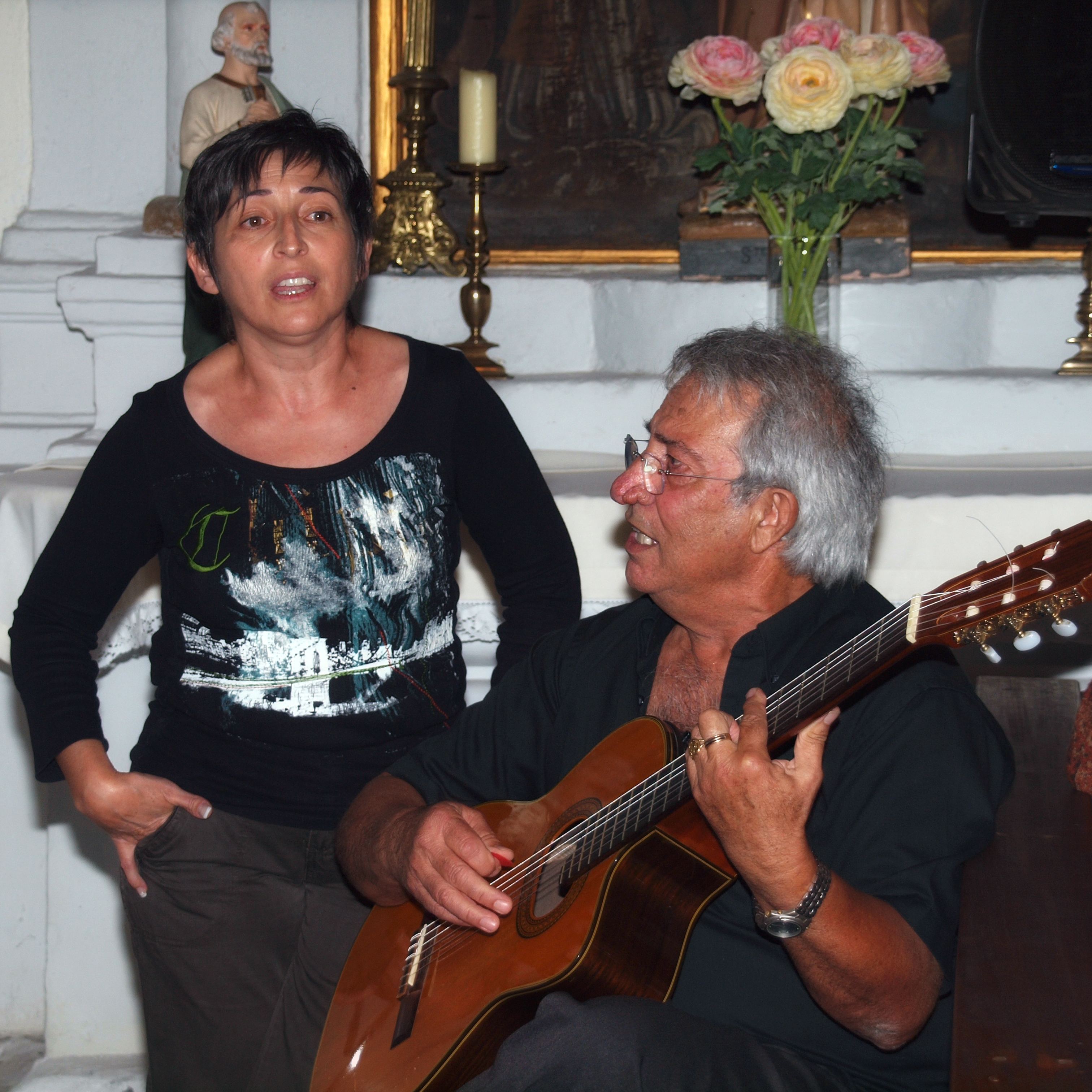
Anna Rocchi.

- Charles Rocchi, une des figures emblématiques de la chanson corse, originaire de Rusio
- Philippe Rocchi, neveu de Charles, est lui aussi chanteur et fait sa carrière au sein de I Chjami Aghjalesi
- Anna Rocchi, nièce de Charles, a collaboré au sein de Canta U Populu Corsu et poursuit sa carrière de chanteuse en solo.
- Natale Sarocchi dit « Natalellu di Rusiu», légende de la poésie
- Michele Federici, dit Ruglianu, poète et improvisateur renommé.
- Benoit (Benedettu) Sarocchi. Plus récemment, il s'est illustré dans le groupe Voce di Corsica et ensuite en solo dans la formation Sarocchi.